# Maria Helena Vieira da Silva
Maria Helena Vieira da Silva (13. června 1908, Lisabon – 6. března 1992, Paříž) byla portugalsko-francouzská malířka a grafička. Ovlivnila vývoj výtvarného umění ve 2. polovině 20. století. Kolekci jejích obrazů má ve sbírkách i Centre Georges Pompidou.

## Životopis

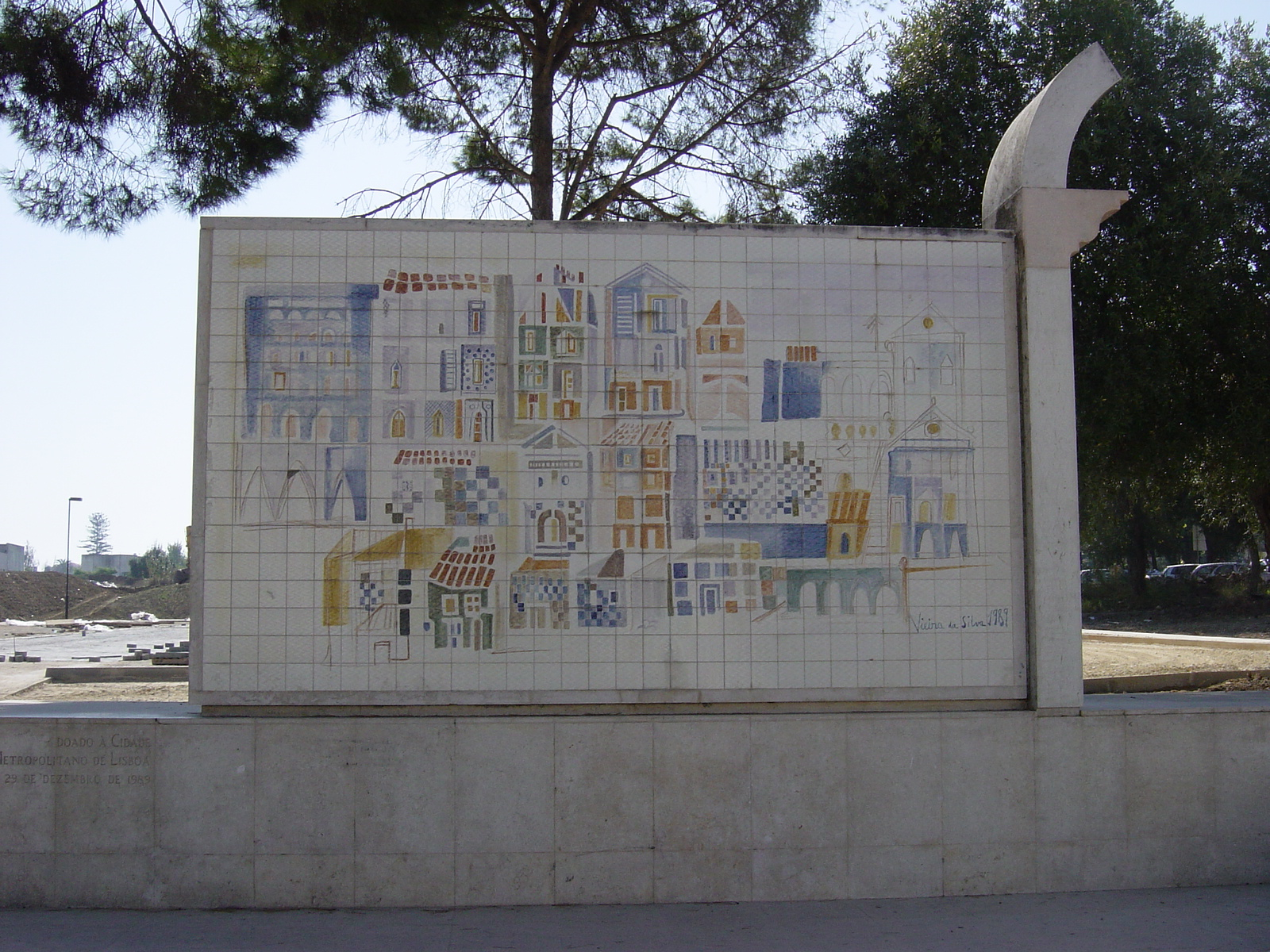
Mozaika u vstupu do stanice metra v Lisabonu podle návrhu Vieiry da Silvy

Marie Helena byla jedináček. Jejím otcem byl ekonom a diplomat Marcos Vieira da Silva. Marie Helena o něj přišla už ve věku necelých tří let, když zemřel na tuberkulózu v sanatoriu ve švýcarském Leysinu. Spolu s matkou žila v Lisabonu v domě svého dobře situovaného dědečka, novináře republikánského smýšlení. Vyrůstala v naprosté izolaci od svých vrstevníků, nechodila ani do školy. Vzdělání jí poskytli domácí učitelé. Už v dětství se u ní projevil intenzívní zájem o četbu, hudbu a kreslení.
V letech 1924–1925 studovala na lisabonské akademii sochařství a později ještě navštěvovala kurzy anatomie. Roku 1926 zakoupila její matka v Lisabonu dům, kde s dcerou žila. Da Silva ho později používala jako ateliér, když zde s manželem pobývala.
Touha stále se zdokonalovat a poznávat nové se projevila zejména kolem jejích dvaceti let. Roku 1928 odjela Vieira spolu s matkou do Paříže. Na Académie de la Grande Chaumière pokračovala ve studiu sochařství u Bourdella. Ještě téhož roku podnikla delší cestu do Itálie, kde na vlastní oči poznávala díla renesančních mistrů. V Paříži byla z moderních malířů nejvíce zaujata Matissem a Cézannem. V roce 1929 se v Paříži přihlásila ke studiu na Académie scandinave, kde byli jejími učiteli Charles Dufresne a Othon Friesz. V jednom z ateliérů se seznamovala s grafickými technikami. A ještě téhož roku přešla do ateliéru Fernanda Légera. Aby mohla studovat, živila se v té době jako designérka a ilustrátorka.

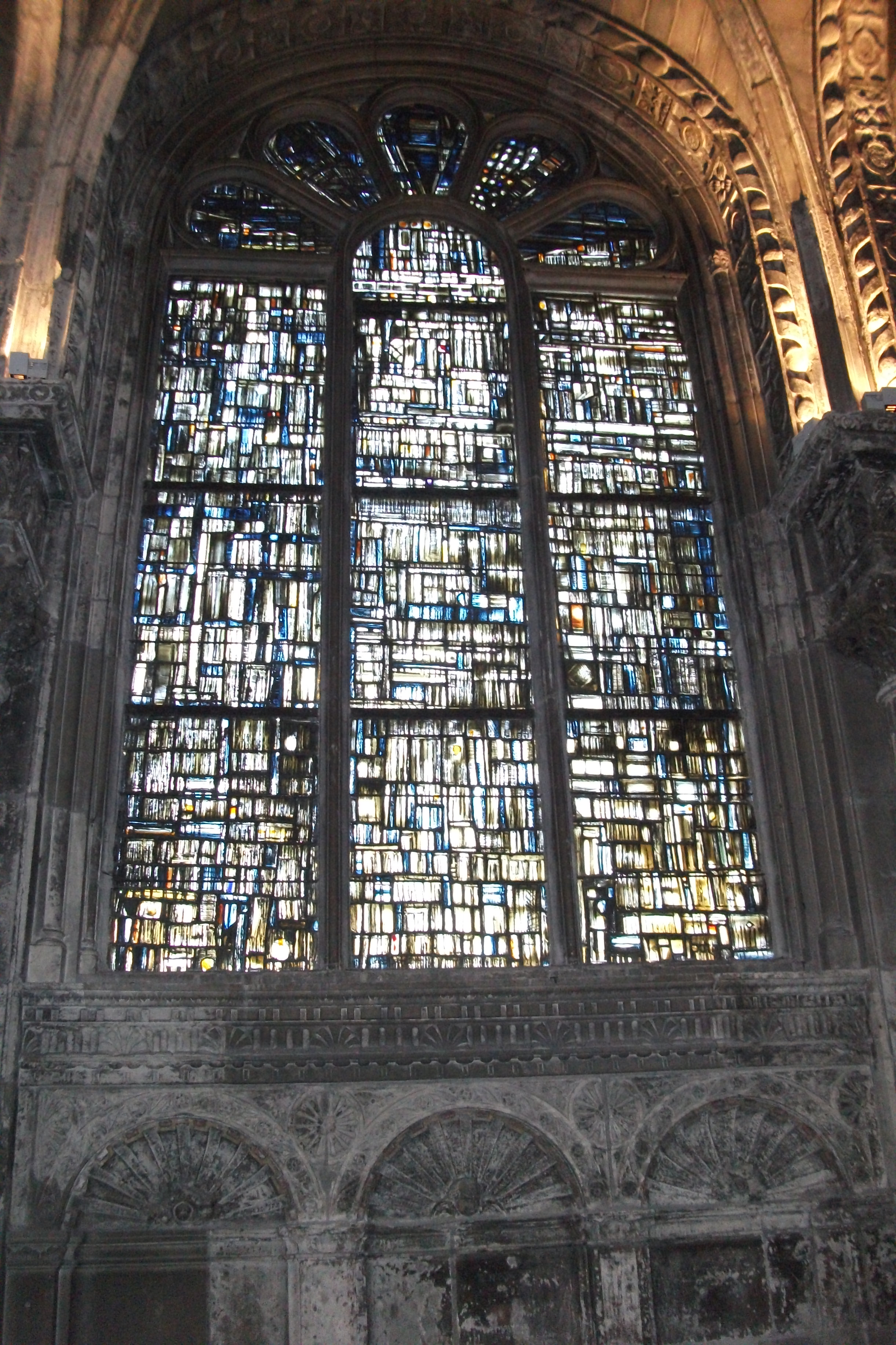
Vitráž v kostele sv. Jakuba v Remeši podle návrhu Viery da Silvy

 Krátce po svém příchodu do Paříže se da Silva na Académie de la Grande Chaumière poznala s maďarským výtvarníkem Árpádem Szenesem. V roce 1930 uzavřeli sňatek a zůstali spolu do konce života. V Paříži si zařídili ateliér. V témže roce byly da Silviny obrazy poprvé vystaveny na jedné společné výstavě v Portugalsku. Učební léta obou umělců skončila v roce 1932, kdy ukončili studia na Académii Ranson u Rogera Bissièra.
Roku 1933 došlo na první samostatnou výstavu da Silvy v pařížské galerii Jeanne Bucher. Malířka zde pravidelně vystavovala po celou dobu její existence. V roce 1937 se da Silva spolu s manželem osobně poznali s Matissem a Braquem. Spolu se svou galeristkou uspořádala malířka v roce 1939 dražbu svých obrazů ve prospěch dětí španělských exulantů. Pod hrozbou nacistické invaze do Francie se v témže roce manželé vrátili do Lisabonu. Da Silva se neúspěšně pokusila získat zpět portugalské občanství, o které přišla sňatkem. V červnu 1940 se oba manželé rozhodli zemi opustit. Usadili se v brazilském Riu de Janeiro, kde zůstali až do roku 1947.
Poválečná doba přinesla malířce uznání v celé západní Evropě i ve Spojených státech. Prakticky každý rok střídala výstava výstavu. Hned v roce 1948 od ní koupil první obraz, Šachová hra, francouzský stát, který jí roku 1956 také udělil státní občanství. Z hlavních světových přehlídek výtvarného umění, které Vieira da Silva obeslala, lze uvést Benátské biennale v letech 1950 a 1954, první tři ročníky documenty v Kasselu (1955, 1959, 1964) či Biennale v São Paulo, kde roku 1961 získala velkou cenu.

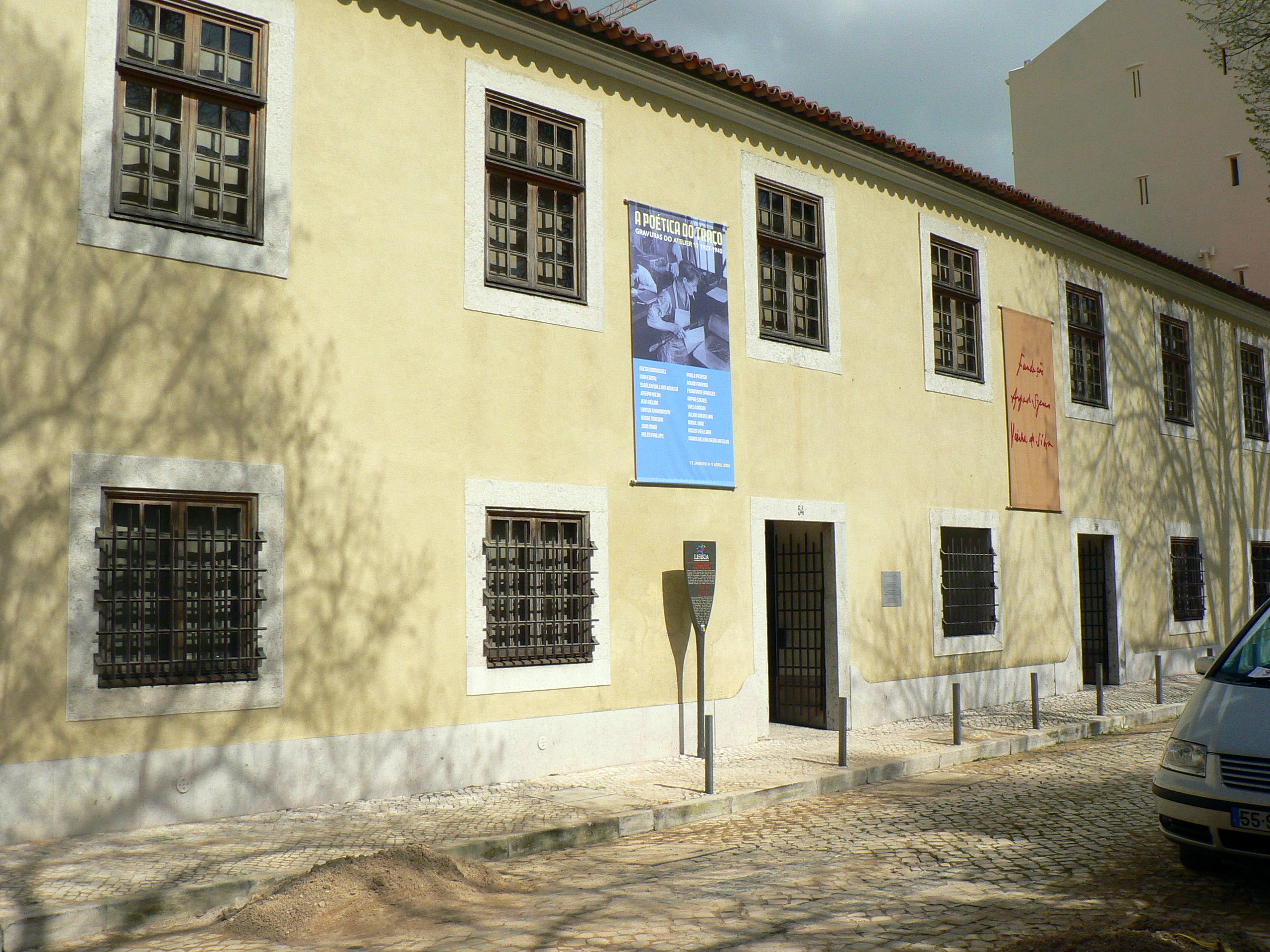
Budova Nadace Arpad Szenes – Vieira da Silva v Lisabonu

 Vieira da Silva se věnovala i jiným oblastem umění než jen malbě. Rozsáhlé je její dílo grafické, např. v roce 1986 navrhla pro UNESCO plakát k mírovému roku. V 60. letech začala na podnět historika umění Jacquese Lassaigne navrhovat vitráže do kostelů. Známé jsou zejména vitráže v kostele sv. Jakuba v Remeši. Její ilustrace doprovodily např. francouzské vydání Platónova Symposionu.
V roce 1985 da Silva ovdověla. Stále však pracovala a obesílala výstavy. Dne 10. května 1990 bylo v Lisabonu za podpory vlády otevřeno sídlo Nadace Arpad Szenes – Vieira da Silva. Roku 1991 obdržela Řád čestné legie. Zemřela 6. března 1992.

## Dílo
V malířčině tvorbě jsou zahrnuty jak tradice evropského umění od doby renesance, tak vlivy jejích avantgardních současníků. Snad surrealismus se v ní – ať už si toho byla vědoma či nikoliv – zakořenil nejhlouběji. Je zcela svá, nelze ji zařadit ani mezi abstraktní umělce, ani mezi malíře vyznávající figurativní styl v malbě. Na většině jejích pláten je přítomný tu více, tu méně patrný odkaz na člověka a jeho prostředí. Údiv či úžas nad proměnami světa, který ji obklopuje: tak lze zřejmě pojmenovat impulzy, které jí vedly štětec při vytváření obrazů. Častým tématem a snad i jednotícím prvkem jejího díla je labyrint, ztělesňovaný moderním velkoměstem. Vyjadřuje obavy moderního člověka, že v něm zabloudí.
Na mezinárodní scéně se malířka začala prosazovat ve druhé polovině 30. let. V té době malovala obrazy, které měly blízko k abstrakci. Krajina je na nich redukována na lineární a geometrické tvary. Barevné skvrny na neutrálním pozadí vytvářejí iluzi prostoru bez použití tradičních technik. Na obrazech z poválečné doby se spojují horizontální a vertikální prvky, vytvářející světelné, vysoce organizované imaginární městské krajiny.

### Vybrané obrazy
- Les deux portes (Dvoje dveře), kvaš na papíře přilepený na lepenku, 41 x 29 cm, 1930, Maria Nobre Franco Collection, Lisabon
- Atelier, Lisbonne (Ateliér, Lisabon), olejomalba, 114 x 146 cm, 1934–1935, Fundação Arpad Szenes – Vieira da Silva, Lisabon
- Les arlequins (Harlekýni), olejomalba, 46 x 55 cm, 1939, soukromá sbírka, Francie
- La forêt des erreurs (Les omylů), olejomalba, 81 x 100 cm, 1941, soukromá sbírka, USA
- Libération de Paris (Osvobození Paříže), olejomalba, 46 x 55 cm, 1944, soukromá sbírka, Francie
- Le grand chantier (Velké staveniště), olejomalba, 81 x 100 cm, 1950, Museo Civico de Arte Moderne, Turín
- Les pistes (Stopy), olejomalba, 89 x 116 cm, 1953, Jorge de Brito Collection, Lisabon
- La ville martyre ou Budapest (Město mučedníků či Budapešť), olejomalba, 114 x 137, 1957, Fundação Arpad Szenes – Vieira da Silva, Lisabon
- Craie (Křída), tempera na papíře, 71 x 70 cm, 1958, Fundação Arpad Szenes – Vieira da Silva, Lisabon
- Le sommeil (Spánek), olejomalba, 93 x 130 cm, 1968/1969, Musée national d´art moderne, Centre Georges Pompidou, Paříž
- Dédale (Labyrint), olejomalba, 116 x 81 cm, 1975, soukromá sbírka, Francie
- Le retour d´Orphée (Orfeův návrat), olejomalba, 105 x 102 cm, 1982–1986, Fundação Arpad Szenes – Vieira da Silva, Lisabon
- La lutte avec l´ange I–IV (Boj s andělem, 4 obrazy), tempera na papíře, 43,3 x 27,3 cm, 1992, soukromá sbírka, Francie